# Березанская, Олеся Александровна
Олеся Александровна Березанская (род. 2 ноября 2004, Орёл) — российская футболистка, выступающая на позиции полузащитница клуба «Чертаново».
Футболом увлеклась в спортшколе «Чертаново». В 2019 привлекалась в юниорскую сборную России. С 2021 года привлекается в основной состав «Чертаново». Первый гол за основную команду забила 9 марта 2024 года в ворота команды «Рязань-ВДВ».

## Командная статистика
| Выступление      | Выступление      | Выступление      | Лига | Лига | Кубок | Кубок | Итого | Итого |
| Клуб             | Лига             | Сезон            | Игры | Голы | Игры  | Голы  | Игры  | Голы  |
| ---------------- | ---------------- | ---------------- | ---- | ---- | ----- | ----- | ----- | ----- |
| Чертаново-2      | первая           | 2020             | 10   | 3    | —     | —     | 10    | 3     |
| Чертаново-2      | Итого            | Итого            | 10   | 3    | —     | —     | 10    | 3     |
| Чертаново        | высшая           | 2021             | 10   | 0    | 1     | 0     | 11    | 0     |
| Чертаново        | высшая           | 2022             | 10   | 0    | 2     | 0     | 12    | 0     |
| Чертаново        | высшая           | 2023             | 3    | 0    | 1     | 0     | 4     | 0     |
| Чертаново        | высшая           | 2024             | 20   | 5    | 4     | 2     | 24    | 7     |
| Чертаново        | Итого            | Итого            | 43   | 5    | 8     | 2     | 51    | 7     |
| Всего за карьеру | Всего за карьеру | Всего за карьеру | 53   | 8    | 8     | 2     | 61    | 10    |